# Timo Roosen
Timo Roosen (født 11. januar 1993 i Tilburg) er en cykelrytter fra Holland, der er på kontrakt hos Team Picnic-PostNL.